# Discografia de Lo Stato Sociale
La discografia de Lo Stato Sociale, gruppo musicale italiano, è costituita da quattro album in studio, due raccolte, sette EP, ventisette singoli e venti video musicali (inclusi quelli come artisti ospiti), pubblicati dal 2010.

## Album

### Album in studio
| Anno                                                                  | Titolo | Classifiche |
| Anno                                                                  | Titolo | ITA         |
| --------------------------------------------------------------------- | --- | ----------- |
| 2012                                                                  | Turisti della democrazia - Pubblicato: 14 febbraio 2012 - Etichetta: Garrincha Dischi - Formati: CD, 2xCD, download digitale | 11          |
| 2014                                                                  | L'Italia peggiore - Pubblicato: 2 giugno 2012 - Etichetta: Garrincha Dischi                                                  | 11          |
| 2017                                                                  | Amore, lavoro e altri miti da sfatare - Pubblicato: 10 marzo 2017 - Etichetta: Garrincha Dischi                              | 3           |
| 2023                                                                  | Stupido sexy futuro - Pubblicato: 5 maggio 2023 - Etichetta: Garrincha Dischi                                                | —           |
| "—" indica una pubblicazione che non si è classificata in quel Paese. | |             |

### Raccolte
| Anno | Titolo | Classifiche |
| Anno | Titolo | ITA         |
| ---- | --- | ----------- |
| 2018 | Primati - Pubblicato: 9 febbraio 2018 - Etichetta: Garrincha Dischi                                                                      | 6           |
| 2021 | Attentato alla musica italiana - Pubblicato: 4 marzo 2021 - Etichetta: Garrincha Dischi - Formati: CD, 12", download digitale, streaming | 42          |

## Extended play
| Anno | Titolo                                                                              |
| ---- | ----------------------------------------------------------------------------------- |
| 2010 | Welfare pop - Pubblicato: 26 marzo 2010 - Etichetta: Garrincha Dischi               |
| 2011 | Amore ai tempi dell'Ikea - Pubblicato: 19 aprile 2011 - Etichetta: Garrincha Dischi |
| 2021 | Bebo - Pubblicato: 28 gennaio 2021 - Etichetta: Garrincha Dischi, Universal         |
| 2021 | Checco - Pubblicato: 5 febbraio 2021 - Etichetta: Garrincha Dischi, Universal       |
| 2021 | Carota - Pubblicato: 5 febbraio 2021 - Etichetta: Garrincha Dischi, Universal       |
| 2021 | Lodo - Pubblicato: 19 febbraio 2021 - Etichetta: Garrincha Dischi, Universal        |
| 2021 | Albi - Pubblicato: 26 febbraio 2021 - Etichetta: Garrincha Dischi, Universal        |

## Singoli

### Come artisti principali
| Anno                                                                  | Titolo                                              | Classifiche | Certificazioni                 | Album di provenienza                  |
| Anno                                                                  | Titolo                                              | ITA         | Certificazioni                 | Album di provenienza                  |
| --------------------------------------------------------------------- | --------------------------------------------------- | ----------- | ------------------------------ | ------------------------------------- |
| 2014                                                                  | C'eravamo tanto sbagliati                           | 17          |                                | L'Italia peggiore                     |
| 2014                                                                  | Questo è un grande Paese (feat. Piotta)             | —           |                                | L'Italia peggiore                     |
| 2015                                                                  | La rivoluzione non passerà in TV                    | —           |                                | L'Italia peggiore                     |
| 2015                                                                  | La musica non è una cosa seria                      | —           |                                | L'Italia peggiore                     |
| 2016                                                                  | Campetto (con Altre di B)                           | —           | /                              |                                       |
| 2016                                                                  | Pubbliche dimostrazioni d'odio (con Immanuel Casto) | —           | /                              |                                       |
| 2016                                                                  | Amarsi male                                         | —           | - ITA: Oro                     | Amore, lavoro e altri miti da sfatare |
| 2017                                                                  | Mai stati meglio                                    | —           |                                | Amore, lavoro e altri miti da sfatare |
| 2017                                                                  | Vorrei essere una canzone                           | —           |                                | Amore, lavoro e altri miti da sfatare |
| 2017                                                                  | Buona sfortuna                                      | —           |                                | Amore, lavoro e altri miti da sfatare |
| 2017                                                                  | Niente di speciale                                  | —           |                                | Amore, lavoro e altri miti da sfatare |
| 2017                                                                  | Socialismo tropicale                                | —           | /                              |                                       |
| 2018                                                                  | Una vita in vacanza                                 | 1           | - ITA: Platino                 | Primati                               |
| 2018                                                                  | Facile                                              | —           |                                | Primati                               |
| 2018                                                                  | Il Paese dell'amore                                 | —           | /                              |                                       |
| 2019                                                                  | Sentimento estero                                   | —           | /                              |                                       |
| 2019                                                                  | DJ di m**** (feat. Arisa e Myss Keta)               | —           | /                              |                                       |
| 2020                                                                  | AutocertifiCanzone                                  | —           | /                              |                                       |
| 2021                                                                  | Combat pop                                          | 15          | Attentato alla musica italiana |                                       |
| 2023                                                                  | Fottuti per sempre (feat. Vasco Brondi)             | —           | Stupido sexy futuro            |                                       |
| 2023                                                                  | Che benessere!? (feat. Naska)                       | —           | Stupido sexy futuro            |                                       |
| 2023                                                                  | Per farti ridere di me (feat. Mobrici)              | —           | Stupido sexy futuro            |                                       |
| 2024                                                                  | Sotto un milione di nuvole (con Matteo Costa)       | —           | /                              |                                       |
| "—" indica una pubblicazione che non si è classificata in quel Paese. |                                                     |             |                                |                                       |

### Come artisti ospiti
| Anno | Titolo                                                          | Album di provenienza                   |
| ---- | --------------------------------------------------------------- | -------------------------------------- |
| 2018 | Ti voglio bene Denver (Cristina D'Avena feat. Lo Stato Sociale) | Duets Forever - Tutti cantano Cristina |
| 2020 | Una canzone come gli 883 (DPCM Squad feat. Lo Stato Sociale)    | /                                      |
| 2021 | Lungomare (Altre di B feat. Lo Stato Sociale)                   | Sdeng                                  |
| 2023 | Non la vedo bene (Management feat. Lo Stato Sociale)            | Ansia capitale                         |

## Collaborazioni
| Anno | Titolo                                              | Album di provenienza           |
| ---- | --------------------------------------------------- | ------------------------------ |
| 2015 | L'invenzione dei piedi (Sio feat. Lo Stato Sociale) | La musica non è una cosa seria |
| 2019 | Liberi tutti (Subsonica feat. Daniele Silvestri)    | Microchip temporale            |
| 2021 | Che sarà mai (Legno feat. Lo Stato Sociale)         | Lato A                         |

## Partecipazioni
| Anno | Titolo                                                                  | Album di provenienza                       |
| ---- | ----------------------------------------------------------------------- | ------------------------------------------ |
| 2010 | Un lavoro come un altro                                                 | Il Natale (non) è reale                    |
| 2011 | Fiky Fiky (cover di Gianni Drudi)                                       | Il Cantanovanta                            |
| 2012 | Festa d'aprile (cover di Giovanna Daffini)                              | Il calendisco                              |
| 2013 | Quale allegria (cover di Lucio Dalla) di Garrincha Star All-Stars       | Come è profondo il levare                  |
| 2014 | Un mare (remix del brano di Setti)                                      | Garrincha Mixtape Vol. 3 Letargia Canaglia |
| 2014 | Te per canzone scritto ho                                               | Garrincha Mixtape Vol. 3 Letargia Canaglia |
| 2019 | Canzone per l'estate (cover di Fabrizio De André), in duetto con Cimini | Faber nostrum                              |

## Video musicali
| Anno | Titolo                           | Regista/i                            |
| ---- | -------------------------------- | ------------------------------------ |
| 2014 | C'eravamo tanto sbagliati        | Guglielmo Trautvetter                |
| 2014 | Questo è un grande Paese         | —                                    |
| 2015 | La rivoluzione non passerà in TV | Paolo Santamaria                     |
| 2016 | Campetto                         | Claudio Stanghellini                 |
| 2016 | Amarsi male                      | Cosimo "Zurb" Bruzzese               |
| 2017 | Vorrei essere una canzone        | Cosimo "Zurb" Bruzzese               |
| 2017 | Buona sfortuna                   | Cosimo "Zurb" Bruzzese               |
| 2017 | Niente di speciale               | Paolo Santamaria                     |
| 2017 | Socialismo tropicale             | Davide Spina                         |
| 2018 | Una vita in vacanza              | Matteo Bombarda e Davide Spina       |
| 2018 | Facile                           | Matteo Bombarda e Davide Spina       |
| 2018 | Il Paese dell'amore              | Matteo Bombarda e Davide Spina       |
| 2019 | DJ di m****                      | Matteo Bombarda e Davide Spina       |
| 2020 | AutocertifiCanzone               | Matteo Bombarda e Davide Spina       |
| 2020 | Una canzone come gli 883         | Francesco Catarinolo e Giorgio Testi |
| 2021 | Combat pop                       | Marco Santi                          |
| 2023 | Fottuti per sempre               | Paolo Santamaria                     |
| 2023 | Che benessere!?                  | Paolo Santamaria                     |
| 2023 | Per farti ridere di me           | Paolo Santamaria                     |
| 2023 | Non la vedo bene                 | Valentina Grilli                     |